# Енгстінген
Енгстінген (нім. Engstingen) — громада в Німеччині, знаходиться в землі Баден-Вюртемберг. Підпорядковується адміністративному округу Тюбінген. Входить до складу району Ройтлінген.
Площа — 31,51 км2. Населення становить 5170 ос. (станом на 31 грудня 2020).